# Pregel (flod)

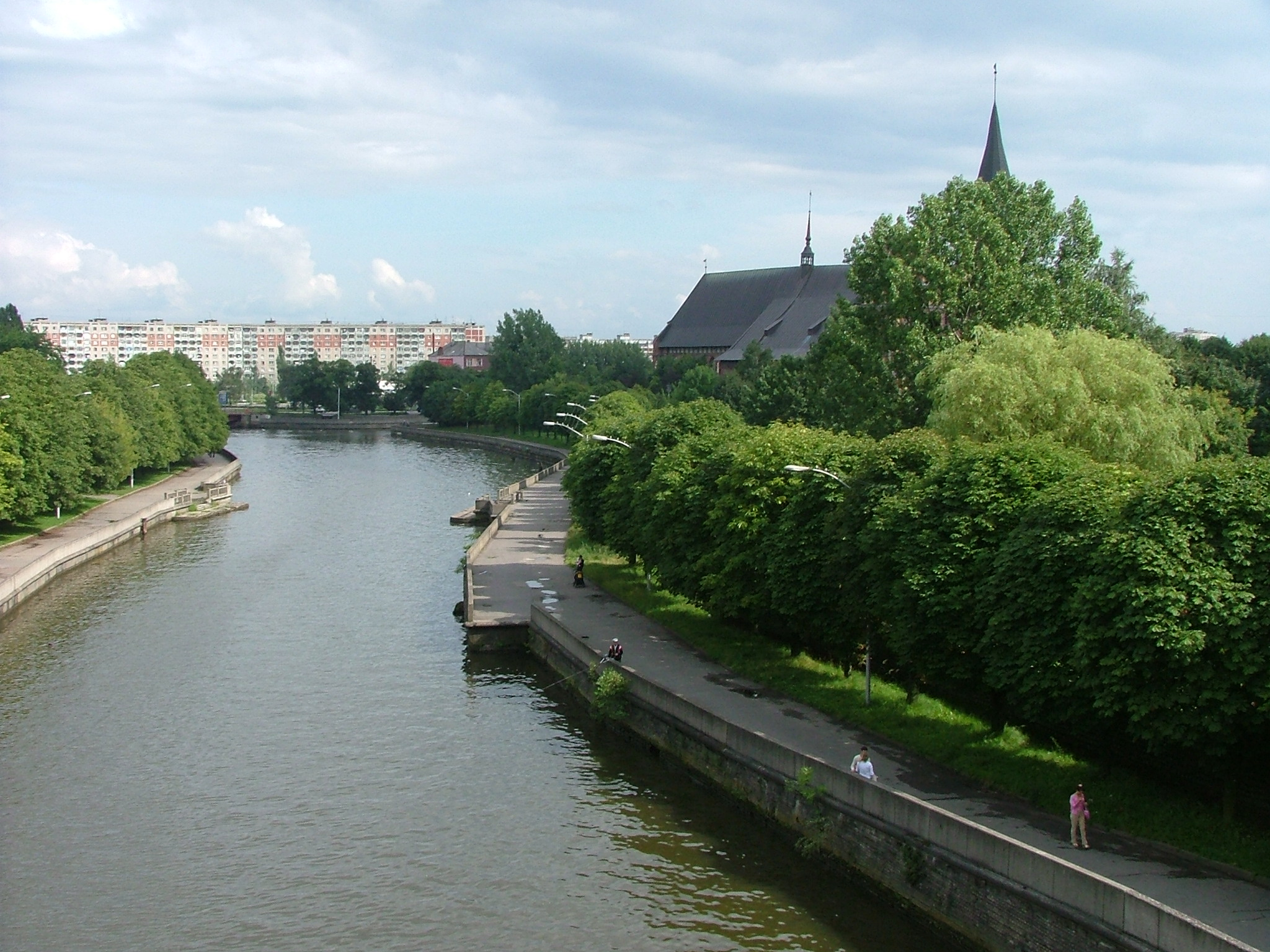
Pregels lopp genom Kaliningrad.

Pregel (litauiska: Prieglius), (prusiska: Preigara eller Preigile) (ryska: Pregolja) är en flod i Ryssland som flyter igenom Kaliningrad oblast och mynnar ut i Östersjön vid staden Kaliningrad.
Pregolja uppsamlar genom sina bifloder vattnet från en mängd sjöar i östra delen av området. Namnet Pregolja erhåller floden 8 km ovanför
Tjernjachovsk efter Angrapas förening med Pissa. Pregolja är redan där farbar med mindre fartyg, upptar vid Tjernjachovsk Instrutj från höger och vid
Znamensk från vänster, utsänder vid Gvardejsk en segelbar, 41 km. lång kanaliserad sidoarm, Dejma, förbi Polessk
till Kuriska sjön och faller ut i Frisches Haff, 8 km nedanför Kaliningrad. Flodens längd är 125 km (med Pissa omkring 180 km), flodområdet 19 230 km2. 
Det klassiska matematiske problemet Königsbergs sju broar utgick från de sju broar som var byggda över floden i det gamla Königsberg.